# Vas (bướm đêm)
Vas là một chi bướm đêm thuộc họ Erebidae.

## Các loài
- Vas owadai Fibiger, 2010
- Vas proceus Fibiger, 2010